# Evan (voornaam)
Evan is een jongensnaam van Hebreeuwse oorsprong. Het betekent rots. De naam wordt echter ook weleens aan vrouwen gegeven. De actrice Evan Rachel Wood is hier een voorbeeld van.